# Sockerbruk
Ett sockerbruk är en fabrik för framställning av socker. Råvaran är sockerrör eller sockerbetor.

## Historia 1700-talet
På 1700-talet skedde sockerproduktionen från sockerrör. Stora produktionscentra fanns i Flensburg, Hamburg och Amsterdam. I Sverige fanns två små fabriker i Norrköping.

## Historia 1800-talet
Produktionen av socker från sockerbetor ökade. I Frankrike fanns år 1835 över 400 fabriker. I Tyskland fanns år 1839 152 fabriker för tillverkning av socker ur sockerbetor. I Sverige byggdes på 1830-talet en fabrik i Landskrona för tillverkning av socker både från sockerrör och sockerbetor. En betsockerfabrik byggdes i Vadstena år 1872, men gick i konkurs redan år 1879. En betsockerfabrik startades i Halmstad år 1871, men gick i konkurs år 1874. Det var först i slutet av 1800-talet som sockerproduktionen ur betor blev stor i Sverige. De första lyckade anläggningarna blev Arlöv byggd år 1869-1870 och Säbyholmsfabriken byggd år 1883. Staffanstorpsfabriken som togs i drift år 1885 hade kostat 726.600:- gav vid kampanjen 1887/88 en vinst av 403.224:-.
| År      | Avverkning (ton) | Antal bet- sockerbruk + saftstationer | Produktion av råsocker (ton) | Import av råsocker (ton) |
| ------- | ---------------- | ------------------------------------- | ---------------------------- | ------------------------ |
| 1842    | 360              | 1                                     |                              | 7091                     |
| 1854/55 | 2847             | 1                                     | 129                          | 14 912                   |
| 1869/70 | 14 290           | 1                                     | 979                          | 17 627                   |
| 1873/74 | 31 082           | 5 a)                                  | 2175                         | 17 717                   |
| 1882/83 | 19 280           | 1                                     | 1539                         | 26 924                   |
| 1888/89 | 86 111           | 4 b)                                  | 8881                         | 29 079                   |
| 1892/93 | 277 443          | 10                                    | 29 920                       | 26 582                   |
| 1897/98 | 716 141          | 16+3                                  | 88 935                       | 510                      |
| 1901/02 | 903 792          | 17+3                                  | 125 379                      | 338                      |
| 1910/11 | 836 688          | 21+3                                  | 173 921                      | 99                       |

a) Arlöv, Halmstad, Landskrona, Ljung och Vadstena   b) Arlöv, Säbyholm, Staffanstorp och Trelleborg
Inom sockerindustrin användes brutet räkenskapsår. Det nya året börjar den 1 augusti. Därför användes årsbeteckningar som 1897/98.

### Filmer
Filmer som visar modern sockertillverkning i Sverige:
- Från sol till socker
- Från beta till kristall

En film som visar äldre sockertillverkning i Sverige är Sockerskrinet, denna film är inspelad 1938.

## Rörsockerbruk
Sockerrören krossas och vätskan filtreras. Den kan därefter behandlas med kalk för att ta bort mer orenheter och neutraliseras sedan med koldioxid. Vätskan kokas och bottensats och flytslam avlägsnas. Värmen avlägsnas och vätskan kristalliserar. Sirap skiljs från det kristalliserade sockret med centrifug.

## Betsockerbruk

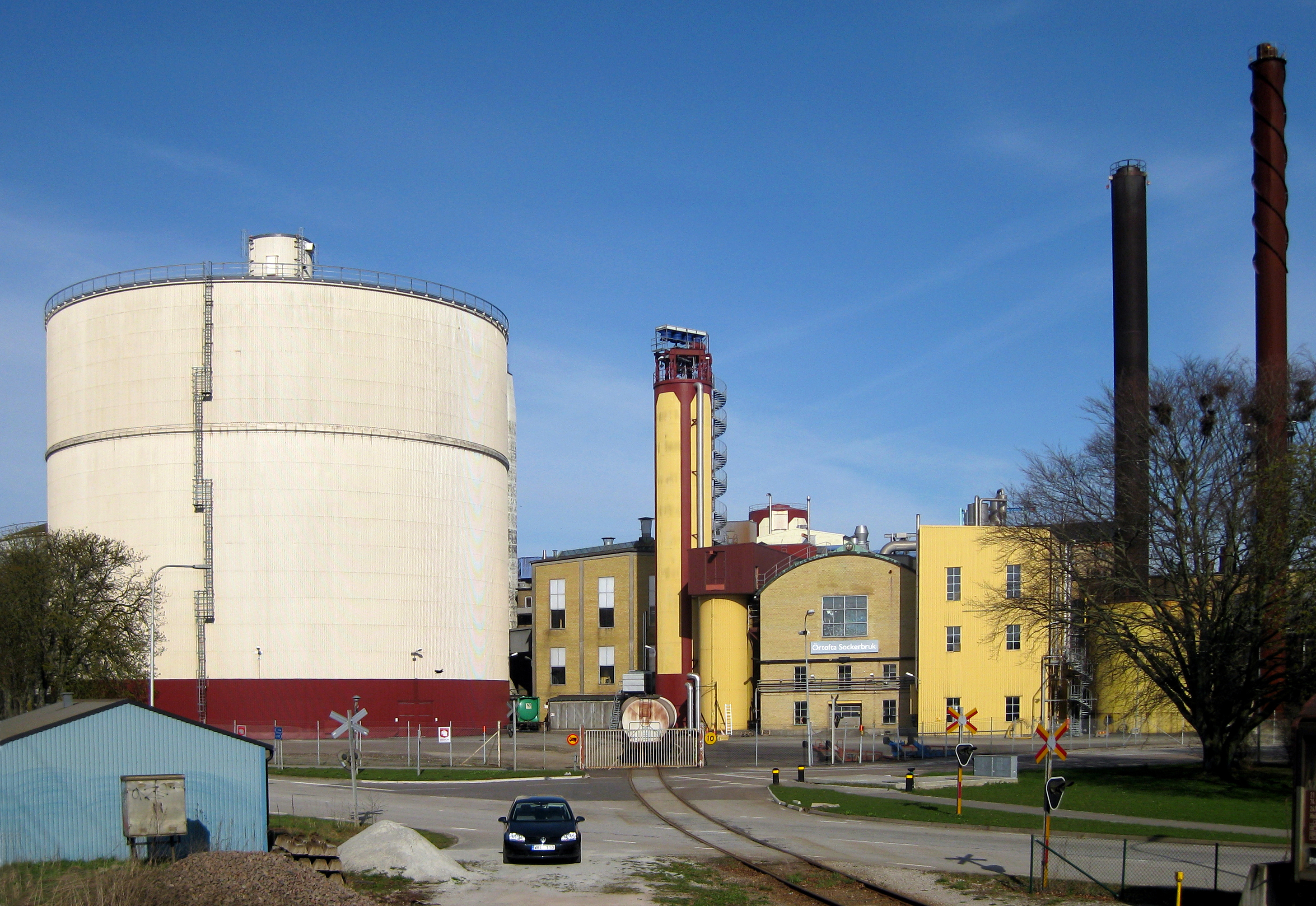
Örtofta sockerbruk.

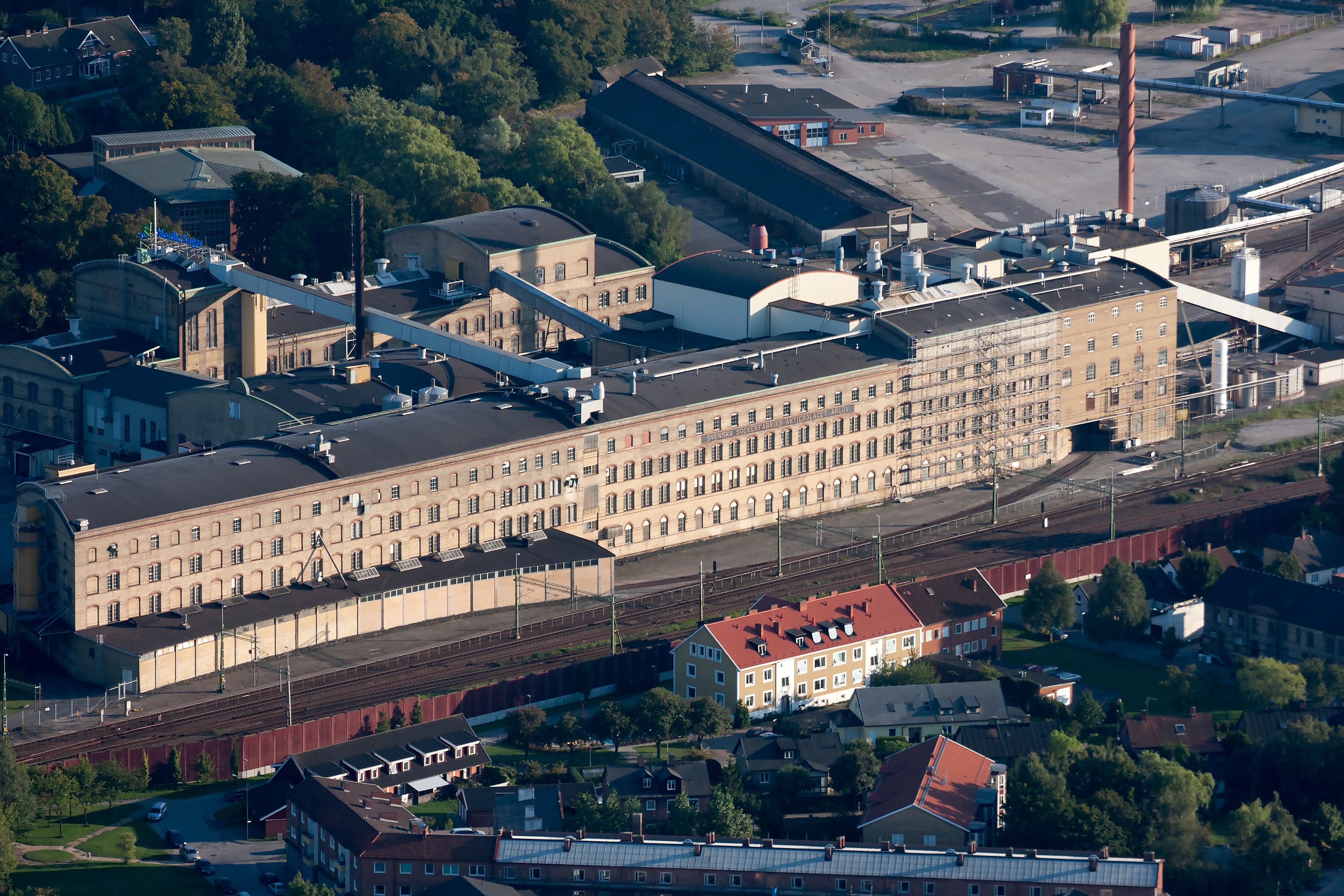
Arlövs sockerbruk.

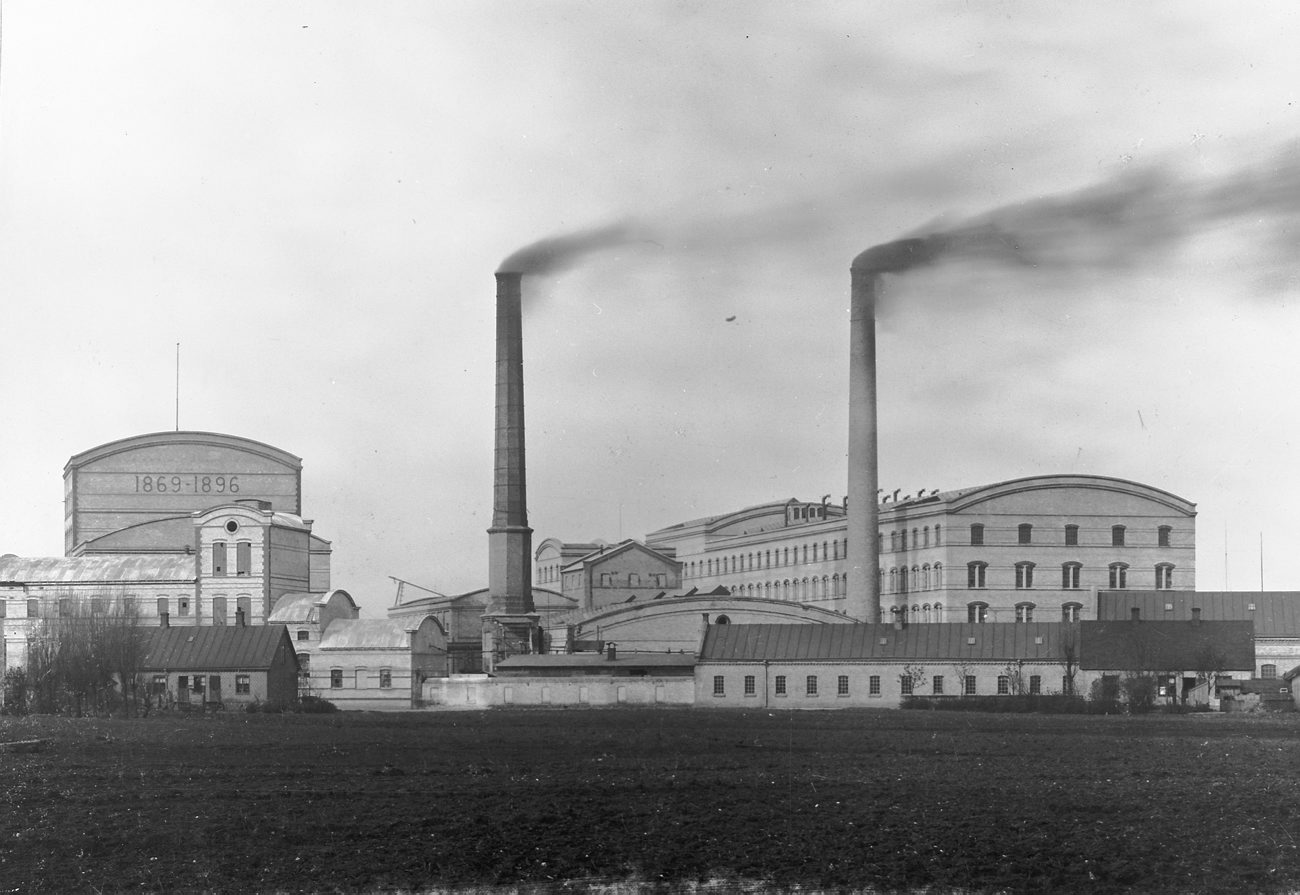
Arlöfs sockerfabrik ca år 1900.

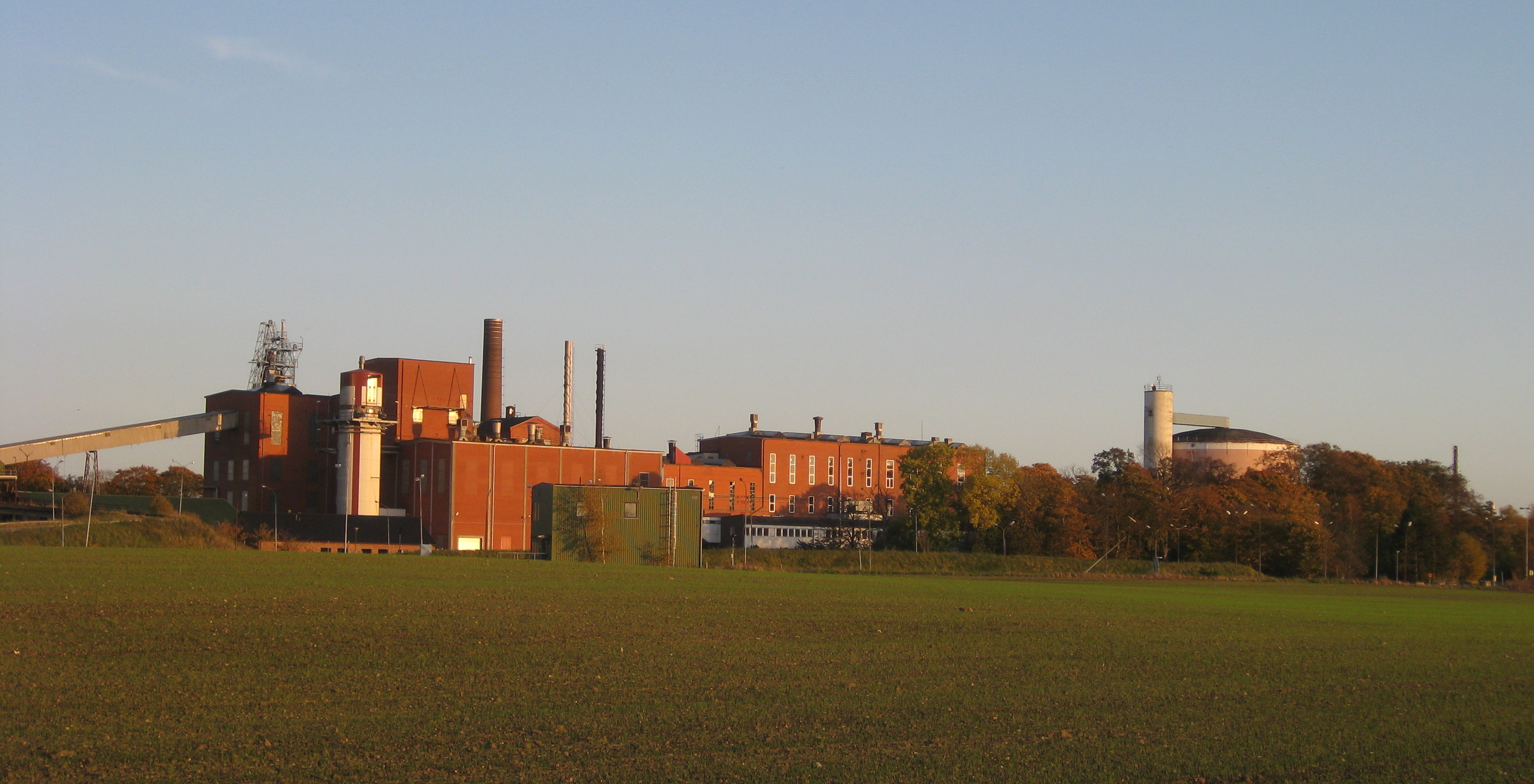
Jordberga sockerbruk.

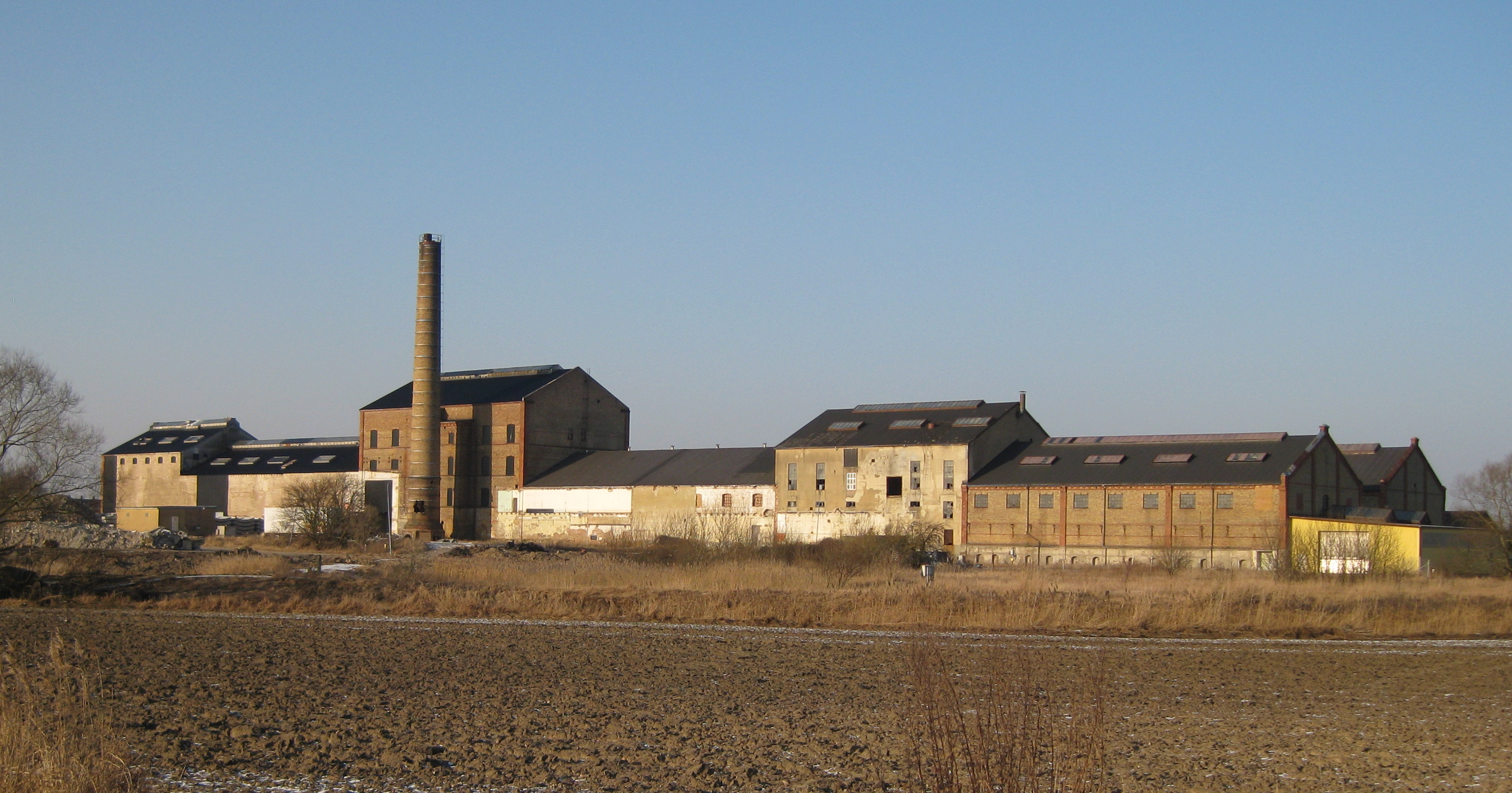
Hasslarps sockerbruk.

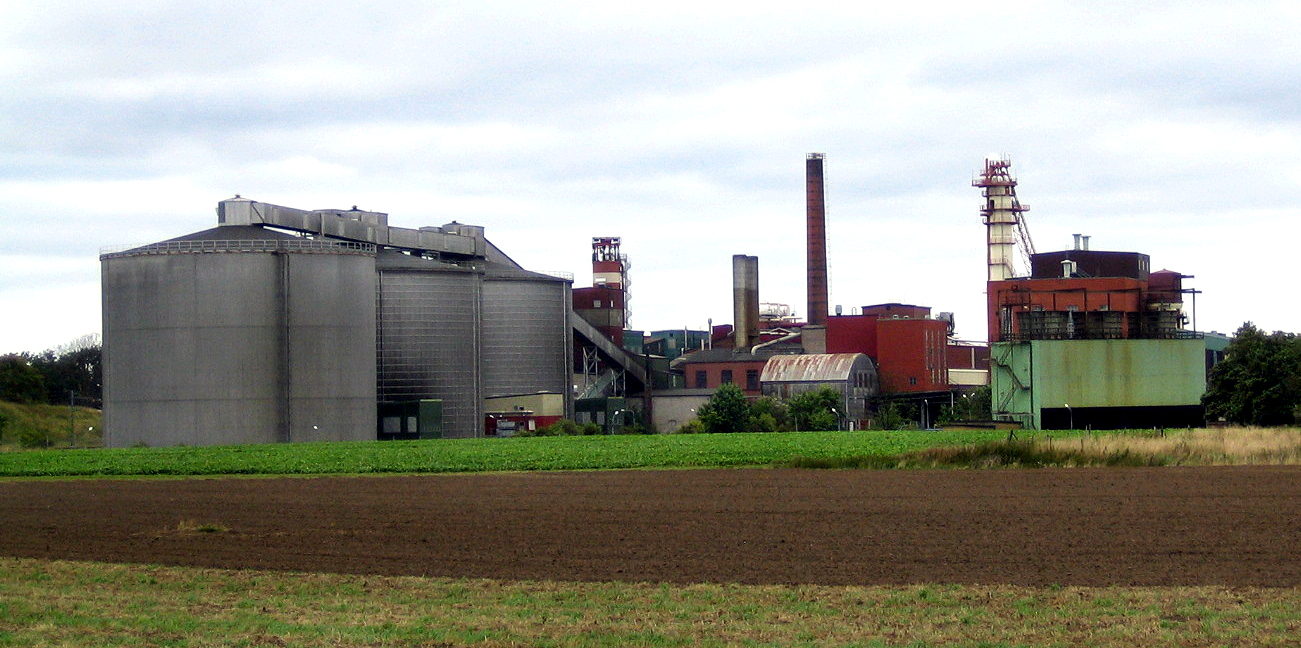
Köpingebro sockerbruk.

Betorna går först till en bettvätt och därefter till en skärmaskin där de strimlas till snitsel. I en diffusör löses sockret med hjälp av varm vatten ut ut snitseln. I moderna sockerbruk användes en kontinuerlig diffusör, förr användes ett batteri av diffusörer kopplade enligt motströmsprincipen.  Råsaften renas med hjälp av kalciumhydroxid och koldioxid, och indunstas därefter till 70% sockerhalt.  Sockermassan centrifugeras för att skilja socker och melass åt. Till slut torkas sockret.
Sockerbruken skiljer sig från en del andra industrier men kan jämföras med mycket annat inom jordbruksnäringen. Under större delar av året står anläggningarna stilla, förutom under hösten och vintern (det som kallas betkampanjen). Efter skörden får man in alla betorna som ska processas till färdigt socker. Under största delen av året finns därför ett litet antal anställda på ett sockerbruk – endast några få som underhåller maskiner och lokaler. När betorna kommer in jobbar en stor mängd säsongsarbetare i ett hektiskt tempo under en kort tid.
Melass är en sockerhaltig restprodukt som bildas vid tillverkningen. Melassen avger en ganska kraftig doft som brukar kännas långt ifrån sockerbruket, ett slags kraftigt urvattnad sötaktig smak. Under betkampanjen kan denna doft kännas av i trakterna av Örtofta sockerbruk, framförallt känns den i Eslöv och norra delarna av Lund.

### Sockerindustrin i Sverige
Betsockertillverkningen i Sverige började redan på 1830-talet men tog inte fart förrän på 1890-talet. Först då hade förädlingen av sockerbetan nått så långt att odling kunde ske på våra breddgrader. I rask takt uppfördes ett antal sockerbruk och saftstationer, främst i Skåne. 
Sockerbetsodling lämpade sig väl i kalkrika marker som inte behövde så mycket vatten och klarade av mycket sol, varför Skåne, Öland och Gotland kom att utkristallisera sig som viktiga sockerlandskap. Sockerbetsodling pågick dock i hela landet från Skåne till Mälardalen.
År 1907 bildades i Sverige SSA, Svenska Sockerfabriks AB där de allra flesta av de svenska sockerbruken samlades. Från mitten av 1930-talet blev man den enda aktören i landet, sedan den lilla mellansvenska konkurrenten MSSA övertagits. SSA var ett slags konglomerat som liknade många andra jordbrukssammanslutningar som fanns vid denna tid genom sin monopolställning på marknaden. Krigstidens avspärrningar kom att gynna bolaget kraftigt och man kom även efter kriget att få stort statsstöd för sin produktion. Inställningen vid denna tid var att det svenska jordbruket skulle kunna försörja hela befolkningen i händelse av en ny avspärrningstid, en policy som infördes med andra världskriget i färskt minne och under kalla kriget då en ny storkonflikt hela tiden hotade. Sockerbruken var en vital del av landets krisförsörjning då man kunde få ut mycket energi som skulle fördelas till många i ett kallt land som Sverige. SSA såldes slutligen till Danisco 1992. 

### Betsockerfabriker
Betsockerfabriker i Sverige åren 1911–1919, samt mängd sockerbetor i ton per år (medeltal av åren 1916–1919)
- Halland: Genevad 18 428

- Blekinge: Karlshamn 45 980

- Västergötland: Lidköping  6 604

- Östergötland: Linköping  20 276

- Öland: Mörbylånga 25 961

- Gotland: Roma  29 098

- Skåne: Arlöv  69 758, Hasslarp 42 357, Hälsingborg 45 114, Hököpinge 49 784, Jordberga 49 038, Karpalund 29 545, Kävlinge 46 412, Köpingebro 79 682, Skivarp 38 070, Staffanstorp 47 476, Svedala 42 947, Säbyholm 66 032, Trelleborg 63 125, Ängelholm 32 602, Örtofta 43 318.[7][8]

#### Saftstationer
Det har i Sverige funnits 5 så kallade saftstationer som via en rörledning levererade sockerlösning till ett näraliggande sockerbruk.
I Danmark fanns det 17 saftstationer och 8 råsockerfabriker år 1911.
| Saftstation | tillhörande sockerbruk | första betkampanjen | sista betkampanjen |
| ----------- | ---------------------- | ------------------- | ------------------ |
| Eslöv       | Örtofta                | 1894/95             | 1938/39            |
| Klågerup    | Staffanstorp           | 1894/95             | 1918/19            |
| Teckomatorp | Säbyholm               | 1894/95             | 1961/62            |
| Gärsnäs     | Köpingebro             | 1921/22             | 1966/67            |
| Ängelholm   | Hasslarp               | 1934/35             | 1953/54            |

#### Sockerraffinaderier
Sveriges första sockerraffinaderi anlades i Stockholm år 1647 av två holländare. Åren 1869-1910 varierade antalet sockerraffinaderier i Sverige mellan 7 och 13. År 1906 fanns det i Sverige 10 sockerraffinaderier med totalt 2 650 anställda och ett tillverkningsvärde av 62 914 375 kronor. Huvudprodukterna från ett sockerraffinaderi kallas med ett gemensamt namn för raffinad. I ett sockerraffinaderi uppstår även biprodukter som sirap och melass.
År 1947 fanns det i Sverige fem raffinaderier belägna i Arlöv, Göteborg, Landskrona, Lidköping och Stockholm.
Några Svenska sockerraffinaderier samt årtalet för deras start: Öresund Lund 1883, Arlöv 1869, Landskrona 1849, Carnegie Göteborg 1808, Helsingborg 1890, Tanto Stockholm 1856, Gripen Norrköping 1741, Lidköping 1903, Ystad 1881.
| Produkt              | tillverkning (ton) | öre per kg |
| -------------------- | ------------------ | ---------- |
| toppsocker a)        | 33 049             | 64         |
| bitsocker            | 35 582             | 64         |
| kaksocker            | 1 790              | 63         |
| siktad raffinad      | 918                | 62         |
| malen raffinad       | 13 703             | 61         |
| pärlsocker           | 640                | 63         |
| krossad melis        | 9 832              | 61         |
| vitt krossocker K.S. | 8 278              | 61         |
| vitt krossocker B.B. | 2 307              | 62         |
| vitt pudersocker     | 8 099              | 60         |
| gul farin            | 7 085              | 57         |
| brun farin           | 347                | 53         |

a) sockertoppar tillverkades i olika storlekar mellan 3 och 9 kg. År 1942 var det sista år då sockertoppar såldes av Svenska Sockerfabriks AB.

#### Historia 1946 –
Under perioden 1946-1956 försvann raffinaderierna i  Göteborg och Stockholm. Det kombinerade raffinaderiet och råsockerbruket i Lidköping lades ner 1949/50. Råsockerbruken försvann (år för sista kampanj) Hälsingborg (1946/47), Svedala (1946/47), Karlshamn (1952/53), Linköping (1954/55), Kävlinge (1954/55), Trelleborg (1954/55), Arlöv (1958/59), Skivarp (1961/62) och Säbyholm (1961/62). På 1950-talet påbörjades en rationalisering som först gick ut på att ändra om råsockerbruk till sockerbruk för direkt tillverkning av strösocker. 
| Bruk       | Kapacitet ton betor/dygn 1940 | Ombyggnadsår | Kapacitet ton betor per dygn 1981 |
| ---------- | ----------------------------- | ------------ | --------------------------------- |
| Köpingebro | 3 050                         | 1956         | 5 950                             |
| Örtofta    | 2 000                         | 1952         | 5 750                             |
| Hasslarp   | 2 250                         | 1957         | 3 650                             |
| Karpalund  | 1 600                         | 1957         | 2 450                             |
| Mörbylånga | 1 700                         | 1951         | 2 100                             |
| Roma       | 1 550                         | 1957         | 2 100                             |

Vid Daniscos övertagande av SSA år 1993 fanns sju kvar. Sedan dess har sex lagts ner: Hasslarp, Karpalund, Jordberga och Köpingebro 2006 i Skåne, Roma sockerbruk på Gotland och Mörbylånga på Öland. Sedan 2006 finns bara Örtofta sockerbruk kvar i Sverige. Verksamheten i Arlöv är inget egentligt sockerbruk som processerar sockerbetor, utan det är ett sockerraffinaderi som raffinerar råsocker från Örtofta till färdigkristalliserat socker.
| Ort      | Diffusörer | Sockerbetor (ton) | Råsocker (ton) | Ångmaskiner | hk    |
| -------- | ---------- | ----------------- | -------------- | ----------- | ----- |
| Arlöv    |            | 72 011            |                | 7           | 1 900 |
| Kävlinge | 16         | 37 760            | 4 997          | 15          | 386   |
| Roma     | 28         | 51 644            | ?              | 4           | 300   |
| Svedala  | 30         | 39 899            | 5 388          | 20          | 520   |
| Örtofta  | 14         | 26 334            | 6 555          | 12          | 300   |

Skatt och tull
År 1873–1906 fanns i Sverige skatt på sockerbetor. Skatten utgjorde beräknat på sockermängden 20-50 % av tullavgiften på importerat råsocker. Tullen på importerat råsocker var viktig för de svenska betsockerbruken på grund av att priset på råsocker var lägre i Tyskland och Frankrike än i Sverige.  Åren 1906 till 1926 fanns skatt på socker.